# Крпењача
Крпењача је лопта направљена од крпа. Најчешће то је пар чарапа које су спаковане тако да дају лоптасту форму. Но крпењача се може направити, уз помоћ игле и конца да буде евентуално и већа. 
Крпењача се појављује почетком двадесетог века када фудбал добија на популарности. Сама фудбалска лопта је била скупа и недоступна већини деце. Тако је настала крпењача. Слабости крпењаче су да не одскаче и да се за разлику од фудбала или гумене/пластичне лопте брзо зауставља јер је трење са подлогом много веће. Крпењача такође има кратак век трајања тј. брзо се поцепа.
Крпењача је нестала шездесетих година двадесетог века када је освојена производња јефтиних лопти од гуме и пластике. 